# Голосистые куры

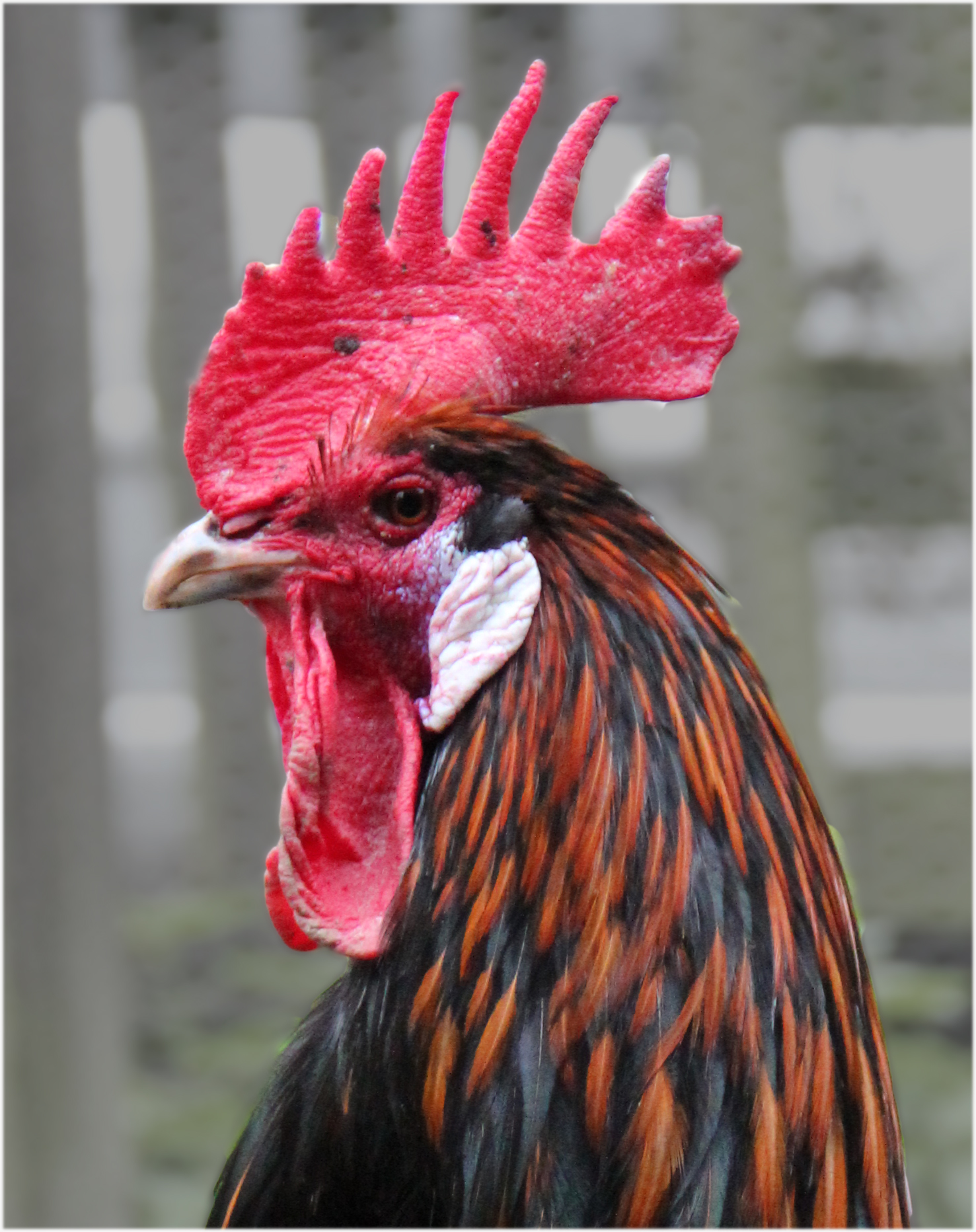
Петух бергской голосистой породы (Германия)

Голосистые куры — породы кур, которые ценятся любителями-птицеводами за петушиное пение и отселекционированы по этому признаку.

## История и описание
Появились благодаря селекции, проводимой ценителями петушиного пения, которые были наиболее активны в таких странах, как Япония, Греция, Албания и Россия, и в некоторых других. Именно в этих странах к началу XX века были созданы голосистые породы. Главным критерием в отборе особей представителей голосистого направления в куроводстве были вокальные данные взрослых петухов. Голосистые породы отличаются в первую очередь по силе голоса и длительности пения.
К середине XIX века в Российской империи появилась порода юрловская голосистая, петухи которой отличаются низким протяжным голосом. Основным критерием отбора петухов при формировании породы была хорошо развитая грудная клетка. Кроме этого, розовидный гребень и берёзовую окраску оперения селекционеры также связывали с мощным продолжительным пением петухов.
В своё время в России и в балканских странах проводили конкурсы для выявления лучших петухов-певунов, привлекавшие большое количество болельщиков. Однако после начала массовой урбанизации и индустриализации, интерес к голосистым породам сузился, а местами исчез вовсе.

## Генетика
Голосистые куры, в частности, юрловской породы, и их популяции изучаются на предмет генетической изменчивости и филогенетического родства относительно других пород и популяций домашних кур. Так, в результате генотипирования 20 популяций с помощью 14 микросателлитных маркеров было обнаружено, что куры бергской голосистой породы (три немецкие популяции) значительно отличались от юрловских голосистых (украинская популяция), занимая противоположные ветви филогенетического дерева.

Некоторые породы голосистых кур
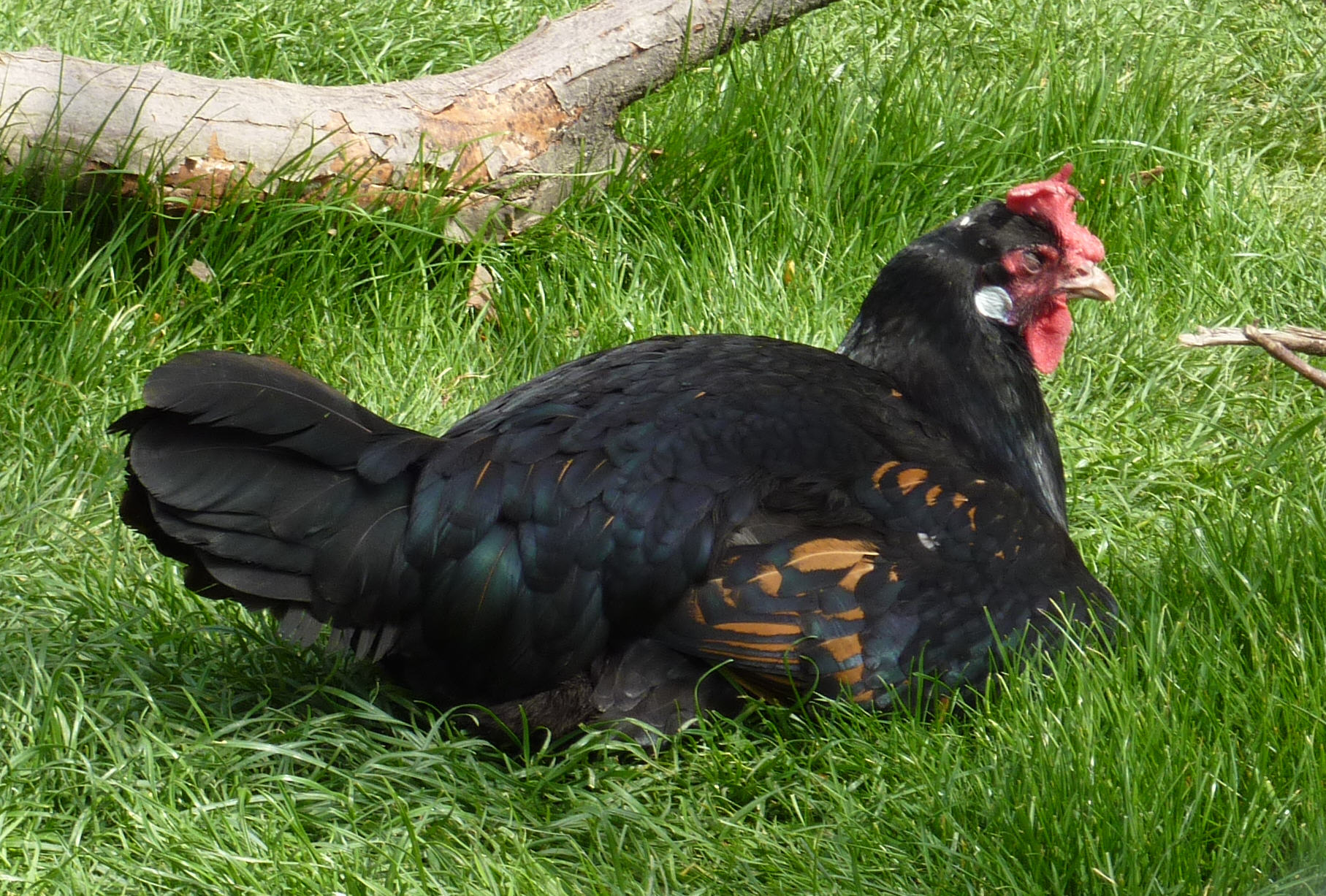
Бергская курица (Германия)
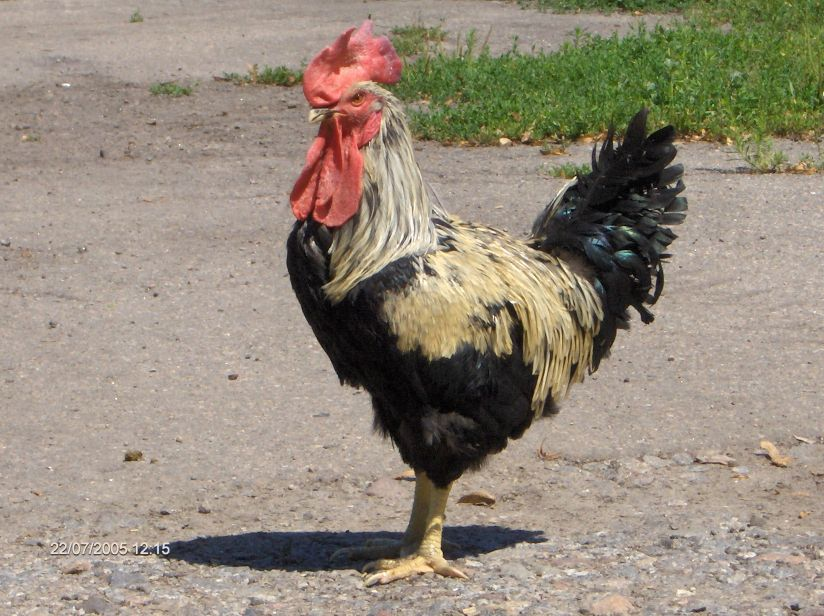
Юрловский голосистый петух (украинская популяция)
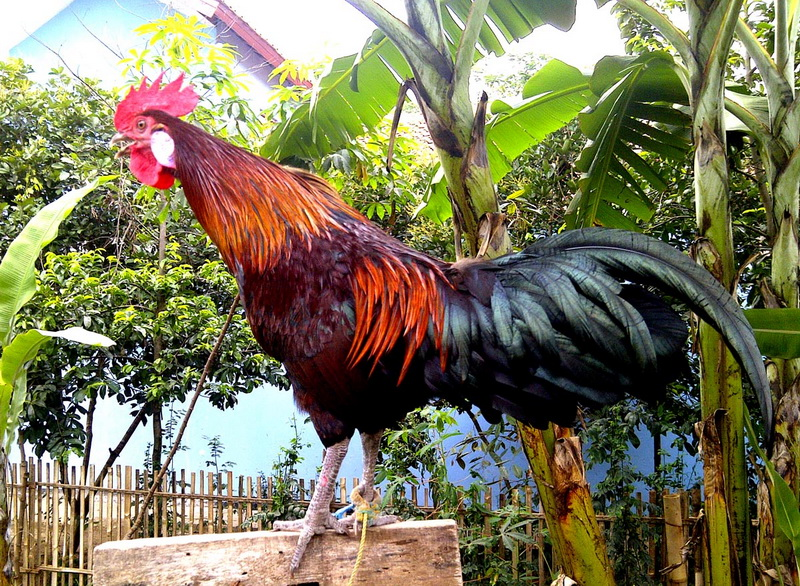
Поющий петух индонезийской породы аям-кетава[англ.]
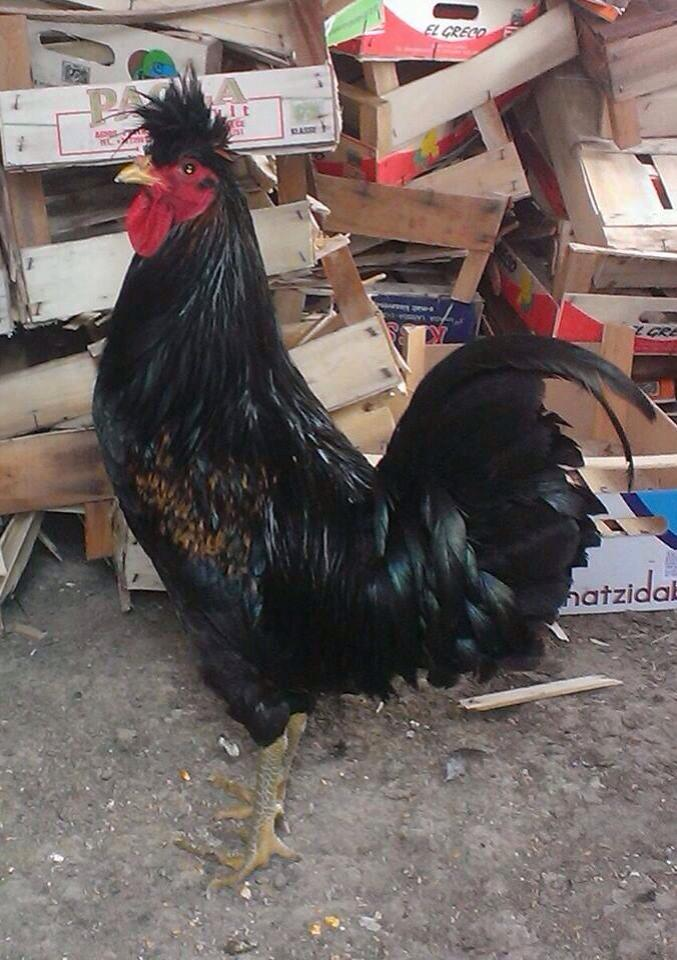
Петух косовской породы